# 弗拉基米尔·亚历山德罗维奇·伊万诺夫
弗拉基米尔·亚历山德罗维奇·伊万诺夫（俄语：Владимир Александрович Иванов，罗马化：Vladimir Aleksandrovich Ivanov，1987年7月3日—）是俄羅斯男子羽毛球運動員。

## 簡歷
2005年3月，弗拉基米尔·伊万诺夫与Olga Koslova参加荷蘭斯海尔托亨博斯出戰歐洲青年羽毛球錦標賽，赢得了团体赛银牌和混双季军。
2008年11月，弗拉基米尔·伊万诺夫与伊万·索松诺夫出戰俄羅斯羽毛球大獎賽，在男双决赛以0比2（11-21、15-21）不敌赛会头号种子、队友的维塔利·杜尔金/亚历山大·尼科拉恩科，赢得亚军。
2009年3月，弗拉基米尔·伊万诺夫与伊万·索松诺夫出戰波蘭羽毛球國際賽，在男双準决赛以0比2（12-21、18-21）不敌丹麦的Kasper Faust Henriksen/克里斯蒂安·约翰·斯科夫高。同年9月，他出戰俄羅斯羽毛球大獎賽，在男单準决赛以1比2（21-17、19-21、18-21）不敌赛会头号种子、法国的布里斯·利弗德斯；而与伊万·索松诺夫的男双决赛以2比0（21-19、21-19）力挫赛会头号种子、队友的维塔利·杜尔金/亚历山大·尼科拉恩科贏得俄羅斯羽毛球公開賽男雙冠軍；並在一年後成功衛冕。同年12月，他与伊万·索松诺夫出戰愛爾蘭羽毛球國際賽，在男双準决赛以0比2（6-21、16-21）不敌赛会5号种子、英格兰的马库斯·埃利斯/彼得·米尔斯。
2010年3月，弗拉基米尔·伊万诺夫与伊万·索松诺夫出戰波蘭羽毛球國際賽，在男双决赛以2比1（21-17、14-21、21-14）击败了赛会头号种子、香港的魏仁君/王偉康，赢得冠军。同年6月，他与伊万·索松诺夫出戰俄羅斯羽毛球大獎賽，在男双决赛以2比1（21-17、10-21、21-18）力克赛会头号种子、队友的维塔利·杜尔金/亚历山大·尼科拉恩科，成功卫冕冠军。同年9月，他出戰比利時羽毛球國際賽，在男单準决赛以0比2（16-21、19-21）不敌赛会2号种子、荷兰的方發財。同期9月，他与伊万·索松诺夫出戰哈爾科夫羽毛球國際賽，在男双决赛以0比2（26-28、15-21）不敌赛会3号种子、波兰的亚当·克瓦林纳/麦克·罗高斯，赢得亚军。同年12月，他与伊万·索松诺夫出戰意大利羽毛球國際賽，在男双决赛以0比2（14-21、19-21）不敌英格兰的安东尼·克拉克/克里斯·兰格瑞奇，赢得亚军。同期12月，他与伊万·索松诺夫出戰土耳其羽毛球國際賽，在男双决赛以2比0（21-12、21-18）击败了赛会头号种子、波兰的亚当·克瓦林纳/麦克·罗高斯，赢得冠军。
2011年2月，弗拉基米尔·伊万诺夫出戰奧地利羽毛球國際挑戰賽，在男单準决赛以1比2（8-21、21-14、17-21）不敌赛会5号种子、乌克兰的德米特罗·扎瓦德斯基。同年3月，他出戰波蘭羽毛球國際賽，在男单决赛以0比2（14-21、12-21）不敌赛会2号种子、西班牙的巴勃罗·阿维安；而与伊万·索松诺夫的男双决赛以2比0（23-21、21-17）力克赛会2号种子、波兰的亚当·克瓦林纳/麦克·罗高斯，赢得冠军。同年6月，他与伊万·索松诺夫出戰俄羅斯羽毛球大獎賽，在男双準决赛以0比2（25-27、17-21）不敌赛会头号种子、日本的川前直樹/佐藤翔治。同年9月，他与伊万·索松诺夫出戰哈爾科夫羽毛球國際賽，在男双决赛以2比1（19-21、21-19、21-16）力克赛会头号种子、波兰的亚当·克瓦林纳/麦克·罗高斯，赢得冠军。同期9月，他出戰巴西羽毛球國際賽，在男单準决赛以1比2（21-11、18-21、11-21）不敌赛会7号种子、比利时的谭雨涵；而与伊万·索松诺夫的男双决赛以2比1（16-21、21-14、24-22）击败了赛会头号种子、波兰的亚当·克瓦林纳/麦克·罗高斯，赢得冠军。同年11月，他与伊万·索松诺夫出戰蘇格蘭羽毛球國際賽，在男双决赛以2比0（21-19、21-19）力挫赛会6号种子、英格兰的马库斯·埃利斯/彼得·米尔斯，赢得冠军。同期12月，他与伊万·索松诺夫出戰意大利羽毛球國際賽，在男双决赛以2比0（21-16、21-15）击败了赛会4号种子、队友的维塔利·杜尔金/亚历山大·尼科拉恩科，赢得冠军。年尾12月，他出戰土耳其羽毛球國際賽，在男单準决赛以0比2（8-21、12-21）不敌韩国的洪智勳；而与伊万·索松诺夫的男双準决赛以1比2（15-21、21-19、17-21）不敌赛会4号种子、韩国双金的金基正/金沙朗。
2012年1月，弗拉基米尔·伊万诺夫与伊万·索松诺夫出戰瑞典斯德哥爾摩羽毛球國際賽，在男双决赛以2比0（21-16、21-9）击败了荷兰的约瑞特·德鲁伊特/戴夫·胡达巴克什，赢得开门红。同年3月，他出戰波蘭羽毛球國際賽，在男单準决赛以0比2（6-21、12-21）不敌赛会4号种子、中華台北的許仁豪；而与伊万·索松诺夫的男双决赛以2比0（21-11、21-13）击败了赛会头号种子、波兰的亚当·克瓦林纳/麦克·罗高斯，赢得冠军。同期3月，他与伊万·索松诺夫出戰芬蘭羽毛球公開賽，在男双决赛以2比0（21-10、21-16）击败了队友的尼古拉·尼科拉恩科/尼古拉·乌卡卡，赢得冠军。同年6月，他出戰俄羅斯羽毛球大獎賽，在男单準决赛以0比2（19-21、17-21）不敌队友的弗拉基米尔·马尔科夫；而与伊万·索松诺夫的男双决赛以2比0（21-18、21-15）击败了赛会2号种子、队友的维塔利·杜尔金/亚历山大·尼科拉恩科，赢得冠军。之后7月，他代表俄罗斯俄羅斯出戰英國倫敦舉行的奥林匹克运动会羽毛球比賽男子單打及男子雙打項目。男子單打方面，他在小組賽階段先以2比0戰勝中華台北的許仁豪，後以0比2負於韓國的孫完虎，最終以一勝一負的小組次名成績出局。同期7月，他出戰美國羽毛球黃金大獎賽，在男单决赛以2比0（22-20、21-17）击败了赛会头号种子、日本的上田拓馬，赢得冠军。年尾11月，他与伊万·索松诺夫出戰澳門羽毛球黃金大獎賽，在男双决赛以1比2（21-14、17-21、16-21）不敌中華台北的李勝木/蔡佳欣，赢得亚军。
2013年6月，弗拉基米尔·伊万诺夫与伊万·索松诺夫出戰泰國羽毛球黃金大獎賽，在男双决赛以1比2（21-18、15-21、14-21）不敌赛会5号种子、韩国的申白喆/柳延星，赢得亚军。同期6月，他与伊万·索松诺夫出戰印尼羽毛球首要超級賽，从首圈直到準決賽分别击败了赛会头号种子、丹麦强档的玛蒂亚斯·鲍伊/卡斯腾·摩根森、英格兰的克里斯·兰格瑞奇/彼得·米尔斯、英格兰的克里斯·爱德考克/安德鲁·埃利斯；但在四强鏖战三局以1比2（10-21、22-20、14-21）不敌印尼强档的穆罕默德·阿赫桑/亨德拉·塞蒂亚万，创下在超级系列赛的四强最好佳绩。同年7月，他代表俄羅斯出戰俄羅斯喀山舉行的世界大學生運動會羽毛球比賽，贏得男子雙打銀牌和混合雙打銅牌。随后8月，伊万诺夫參加中國廣州舉行的世界羽毛球錦標賽，分別出戰男子單打及男子雙打項目。單打方面，他首圈以2-0擊敗奧地利選手晉級，但在第二圈就以1比2（21-16、9-21、18-21）不敵14號種子、中國的王睜茗出局；至於男雙方面，他與伊万·索松诺夫以14號種子身分出戰，故在首圈輪空，但在第二圈就以0比2（21-14、15-21、16-21）不敵馬來西亞的查基利阿都拉迪夫/法鲁兹祖安出局。同年9月，他出戰俄羅斯羽毛球大獎賽，在男单决赛以2比1（21-17、15-21、21-14）淘汰了日本新秀的西本拳太，赢得冠军；而与伊万·索松诺夫的男双决赛以2比0（21-16、21-19）力克队友的安德烈·阿什马林/维塔利·杜尔金，再次赢得冠军并且成为了本赛的双冠王。
2014年4月，弗拉基米尔·伊万诺夫參加俄羅斯喀山举办的歐洲羽毛球錦標賽，在男单準决赛以1比2（23-25、21-13、8-21）不敌赛会5号种子、英格兰一哥的拉吉夫·欧斯夫；而与伊万·索松诺夫的男双决赛以2比0（21-13、21-16）力克赛会4号种子、丹麦的马德斯·康拉德-彼德森/马德斯·皮勒尔·科尔丁，首次赢得欧锦赛男双冠军。同年7月，他出戰俄羅斯羽毛球大獎賽，在男单决赛以2比1（18-21、21-5、21-17）力挫日本的武下利一，成功卫冕男单冠军。随后8月，他参加丹麥哥本哈根舉行的世界羽毛球錦標賽，出戰男子單打項目，首圈就以0比2（19-21、16-21）不敵捷克的彼得·考卡尔出局。
2015年1月，弗拉基米尔·伊万诺夫与伊万·索松诺夫出戰印度羽毛球黃金大獎賽，在男双决赛以0比2（9-21、20-22）不敌赛会头号种子、丹麦的玛蒂亚斯·鲍伊/卡斯腾·摩根森，赢得亚军。同年2月，他与伊万·索松诺夫出戰德國羽毛球黃金大獎賽，在男双决赛以0比2（20-22、19-21）不敌赛会4号种子、丹麦的马德斯·康拉德-彼德森/马德斯·皮勒尔·科尔丁，赢得亚军。同年6月，他代表俄罗斯参加亞塞拜然巴庫举办的歐洲運動會羽毛球比賽，在男双决赛以0比2（8-21、13-21）不敌丹麦的玛蒂亚斯·鲍伊/卡斯腾·摩根森，赢得欧运会男双银牌。同年7月，他与伊万·索松诺夫出战俄羅斯羽毛球大獎賽，在男双决赛以2比0（22-20、21-19）击败了赛会2号种子、马来西亚强档的吴伟申/陳煒𣚦，赢得冠军。同年8月，他參加印尼雅加達舉行的世界羽毛球錦標賽，與伊万·索松诺夫合作以11號種子身分出戰男子雙打項目，故在首圈輪空，但在第二圈就以1比2（22-20、19-21、16-21）不敵印尼的W·N·A·邦卡亚尼拉/阿迪·尤苏夫出局。同年10月，他与伊万·索松诺夫出战碧特博格羽毛球黃金大獎賽，在男双决赛以0比2（18-21、18-21）不敌赛会头号种子、丹麦强档的马德斯·康拉德-彼德森/马德斯·皮勒尔·科尔丁，赢得亚军。同年11月，他与伊万·索松诺夫出战澳門羽毛球黃金大獎賽，在男双準决赛以1比2（21-19、19-21、20-22）不敌赛会2号种子、韩国强档的高成炫/申白喆。同年12月，他与伊万·索松诺夫出战美國羽毛球大獎賽，在男双决赛以0比2（14-21、17-21）不敌赛会2号种子、马来西亚强档的吳蔚昇/陳蔚強，赢得亚军。
2016年3月，弗拉基米尔·伊万诺夫与伊万·索松诺夫出战德國羽毛球黃金大獎賽，在男双準决赛以1比2（18-21、21-18、21-23）不敌赛会6号种子、韩国强档的高成炫/申白喆。同期3月，他与伊万·索松诺夫出战全英羽毛球首要超級賽，在男双决赛以2比1（21-23、21-18、21-16）击败了赛会6号种子、日本强档的遠藤大由/早川賢一，赢得羽球生涯首座首要超級賽双打冠军。，亦是首个俄罗斯组合赢得该项目得主。同年4月，他代表俄罗斯参加法国永河畔拉罗什举办的歐洲羽毛球錦標賽，在男双準决赛途中退赛，赢得欧锦赛季军。同年10月，他分别与伊万·索松诺夫以及瓦莱里亚·索罗金娜出战俄羅斯羽毛球大獎賽，在男双决赛以2比0（21-15、21-14）击败了赛会2号种子、队友的康斯坦丁·阿布拉莫夫/亚历山大·鲍里索维奇·津琴科，赢得冠军；而混双决赛以0比2（17-21、19-21）不敌赛会2号种子、印度的普拉纳·杰里·乔普拉/斯基·雷迪，赢得亚军。
2017年2月，弗拉基米尔·伊万诺夫代表俄罗斯参加波蘭盧賓举办的歐洲羽毛球混合團體錦標賽，助球队赢得混合團體亚军。同期2月，他与伊万·索松诺夫出战德國羽毛球黃金大獎賽，在男双準决赛以0比2（14-21、16-21）不敌赛会2号种子、丹麦强档的马德斯·康拉德-彼德森/马德斯·皮勒尔·科尔丁。同年7月，他分别与伊万·索松诺夫以及叶卡捷琳娜·博洛托娃出战俄羅斯羽毛球大獎賽，在男双决赛以3比0（11-6、11-9、11-5）击败了赛会2号种子、马来西亚强档的徐家铭/劉雋程，成功卫冕冠军；而混双準決賽以1比3（15-14、9-11、9-11、9-11）不敌马来西亚、新老组合的陳炳順/謝宜茜。同年9月，他与伊万·索松诺夫出战日本羽毛球超級賽，在男双準决赛以1比2（21-12、18-21、19-21）不敌日本强档的井上拓斗/金子祐樹。
2018年4月，弗拉基米尔·伊万诺夫代表俄罗斯参加西班牙韦尔瓦举办的歐洲羽毛球錦標賽，在男双準决赛以1比2（11-21、21-19、19-21）不敌赛会2号种子、丹麦的马德斯·康拉德-彼德森/马德斯·皮勒尔·科尔丁，赢得欧锦赛季军。同年7月，他分别与伊万·索松诺夫以及韩国的Kim Min Kyung出战俄羅斯羽毛球公開賽，在男双準决赛以1比2（21-16、19-21、19-21）不敌马来西亚强档的阿里夫阿都拉迪夫/努·穆罕默德·阿茲林·阿尤布，无缘再次卫冕；而混双决赛以2比0（21-19、21-17）击败了赛会2号种子、印度强档的羅漢·卡普爾/库胡尔·加尔格，这也是他首次与外国选手赢得跨国的第一个冠军。

## 主要比賽成績
只列出曾進入準決賽的國際賽事成績：
| 年份   | 賽事                       | 公開賽級別 | 項目     | 拍檔                | 成績   |
| ------ | -------------------------- | ---------- | -------- | ------------------- | ------ |
| 2005年 | 歐洲青年羽毛球錦標賽       | 其他       | 混合團體 | －                  | 亞軍   |
| 2005年 | 歐洲青年羽毛球錦標賽       | 其他       | 混合雙打 | Olga Koslova        | 準決賽 |
| 2008年 | 俄羅斯羽毛球大獎賽         | 大獎賽     | 男子雙打 | 伊万·索松诺夫       | 亞軍   |
| 2009年 | 波蘭羽毛球國際賽           | 國際挑戰賽 | 男子雙打 | 伊万·索松诺夫       | 準決賽 |
| 2009年 | 白夜羽毛球賽               | 國際挑戰賽 | 男子雙打 | 伊万·索松诺夫       | 亞軍   |
| 2009年 | 俄羅斯羽毛球大獎賽         | 大獎賽     | 男子單打 | －                  | 準決賽 |
| 2009年 | 俄羅斯羽毛球大獎賽         | 大獎賽     | 男子雙打 | 伊万·索松诺夫       | 冠軍   |
| 2009年 | 保加利亞羽毛球國際賽       | 國際挑戰賽 | 男子雙打 | 伊万·索松诺夫       | 亞軍   |
| 2009年 | 匈牙利羽毛球國際賽         | 國際系列賽 | 男子單打 | －                  | 準決賽 |
| 2009年 | 匈牙利羽毛球國際賽         | 國際系列賽 | 男子雙打 | 伊万·索松诺夫       | 亞軍   |
| 2009年 | 愛爾蘭羽毛球國際賽         | 國際挑戰賽 | 男子雙打 | 伊万·索松诺夫       | 準決賽 |
| 2010年 | 波蘭羽毛球國際賽           | 國際挑戰賽 | 男子雙打 | 伊万·索松诺夫       | 冠軍   |
| 2010年 | 俄羅斯羽毛球大獎賽         | 大獎賽     | 男子雙打 | 伊万·索松诺夫       | 冠軍   |
| 2010年 | 比利時羽毛球國際賽         | 國際挑戰賽 | 男子單打 | －                  | 準決賽 |
| 2010年 | 哈爾科夫羽毛球國際賽       | 國際挑戰賽 | 男子雙打 | 伊万·索松诺夫       | 亞軍   |
| 2010年 | 意大利羽毛球國際賽         | 國際挑戰賽 | 男子雙打 | 伊万·索松诺夫       | 亞軍   |
| 2010年 | 土耳其羽毛球國際賽         | 國際系列賽 | 男子雙打 | 伊万·索松诺夫       | 冠軍   |
| 2011年 | 奧地利羽毛球國際挑戰賽     | 國際挑戰賽 | 男子單打 | －                  | 準決賽 |
| 2011年 | 波蘭羽毛球國際賽           | 國際挑戰賽 | 男子單打 | －                  | 亞軍   |
| 2011年 | 波蘭羽毛球國際賽           | 國際挑戰賽 | 男子雙打 | 伊万·索松诺夫       | 冠軍   |
| 2011年 | 俄羅斯羽毛球大獎賽         | 大獎賽     | 男子雙打 | 伊万·索松诺夫       | 準決賽 |
| 2011年 | 哈爾科夫羽毛球國際賽       | 國際挑戰賽 | 男子雙打 | 伊万·索松诺夫       | 冠軍   |
| 2011年 | 巴西羽毛球國際賽           | 國際挑戰賽 | 男子單打 | －                  | 準決賽 |
| 2011年 | 巴西羽毛球國際賽           | 國際挑戰賽 | 男子雙打 | 伊万·索松诺夫       | 冠軍   |
| 2011年 | 蘇格蘭羽毛球國際賽         | 國際挑戰賽 | 男子雙打 | 伊万·索松诺夫       | 冠軍   |
| 2011年 | 意大利羽毛球國際賽         | 國際挑戰賽 | 男子雙打 | 伊万·索松诺夫       | 冠軍   |
| 2011年 | 土耳其羽毛球國際賽         | 國際系列賽 | 男子單打 | －                  | 準決賽 |
| 2011年 | 土耳其羽毛球國際賽         | 國際系列賽 | 男子雙打 | 伊万·索松诺夫       | 準決賽 |
| 2012年 | 瑞典斯德哥爾摩羽毛球國際賽 | 國際挑戰賽 | 男子雙打 | 伊万·索松诺夫       | 冠軍   |
| 2012年 | 波蘭羽毛球國際賽           | 國際挑戰賽 | 男子單打 | －                  | 準決賽 |
| 2012年 | 波蘭羽毛球國際賽           | 國際挑戰賽 | 男子雙打 | 伊万·索松诺夫       | 冠軍   |
| 2012年 | 芬蘭羽毛球公開賽           | 國際挑戰賽 | 男子雙打 | 伊万·索松诺夫       | 冠軍   |
| 2012年 | 俄羅斯羽毛球大獎賽         | 大獎賽     | 男子單打 | －                  | 準決賽 |
| 2012年 | 俄羅斯羽毛球大獎賽         | 大獎賽     | 男子雙打 | 伊万·索松诺夫       | 冠軍   |
| 2012年 | 美國羽毛球黃金大獎賽       | 黃金大獎賽 | 男子單打 | －                  | 冠軍   |
| 2012年 | 澳門羽毛球黃金大獎賽       | 黃金大獎賽 | 男子雙打 | 伊万·索松诺夫       | 亞軍   |
| 2013年 | 歐洲羽毛球混合團體錦標賽   | 其他       | 混合團體 | －                  | 準決賽 |
| 2013年 | 泰國羽毛球黃金大獎賽       | 黃金大獎賽 | 男子雙打 | 伊万·索松诺夫       | 亞軍   |
| 2013年 | 印尼羽毛球首要超級賽       | 首要超級賽 | 男子雙打 | 伊万·索松诺夫       | 準決賽 |
| 2013年 | 世界大學運動會羽毛球比賽   | 其他       | 男子雙打 | 伊萬·索松諾夫       | 亞軍   |
| 2013年 | 世界大學運動會羽毛球比賽   | 其他       | 混合雙打 | 尼娜·維斯洛娃       | 铜牌   |
| 2013年 | 俄羅斯羽毛球大獎賽         | 大獎賽     | 男子單打 | －                  | 冠軍   |
| 2013年 | 俄羅斯羽毛球大獎賽         | 大獎賽     | 男子雙打 | 伊万·索松诺夫       | 冠軍   |
| 2013年 | 哥本哈根羽毛球大師賽       | 其他       | 男子雙打 | 馬爾基斯·基多       | 準決賽 |
| 2014年 | 歐洲羽毛球錦標賽           | 其他       | 男子單打 | －                  | 準決賽 |
| 2014年 | 歐洲羽毛球錦標賽           | 其他       | 男子雙打 | 伊万·索松诺夫       | 冠軍   |
| 2014年 | 俄羅斯羽毛球大獎賽         | 大獎賽     | 男子單打 | －                  | 冠軍   |
| 2014年 | 碧特博格羽毛球黃金大獎賽   | 黃金大獎賽 | 男子雙打 | 伊万·索松诺夫       | 準決賽 |
| 2014年 | 哥本哈根羽毛球大師賽       | 其他       | 男子雙打 | 伊万·索松诺夫       | 準決賽 |
| 2015年 | 印度羽毛球黃金大獎賽       | 黃金大獎賽 | 男子雙打 | 伊万·索松诺夫       | 亞軍   |
| 2015年 | 德國羽毛球黃金大獎賽       | 黃金大獎賽 | 男子雙打 | 伊万·索松诺夫       | 亞軍   |
| 2015年 | 印度羽毛球超級賽           | 超級賽     | 男子雙打 | 伊万·索松诺夫       | 準決賽 |
| 2015年 | 歐洲運動會羽毛球比賽       | 其他       | 男子雙打 | 伊万·索松诺夫       | 銀牌   |
| 2015年 | 俄羅斯羽毛球大獎賽         | 大獎賽     | 男子雙打 | 伊万·索松诺夫       | 冠軍   |
| 2015年 | 碧特博格羽毛球黃金大獎賽   | 黃金大獎賽 | 男子雙打 | 伊万·索松诺夫       | 亞軍   |
| 2015年 | 澳門羽毛球黃金大獎賽       | 黃金大獎賽 | 男子雙打 | 伊万·索松诺夫       | 準決賽 |
| 2015年 | 美國羽毛球大獎賽           | 大獎賽     | 男子雙打 | 伊万·索松诺夫       | 亞軍   |
| 2016年 | 德國羽毛球黃金大獎賽       | 黃金大獎賽 | 男子雙打 | 伊万·索松诺夫       | 準決賽 |
| 2016年 | 全英羽毛球首要超級賽       | 首要超級賽 | 男子雙打 | 伊万·索松诺夫       | 冠軍   |
| 2016年 | 歐洲羽毛球錦標賽           | 其他       | 男子雙打 | 伊万·索松诺夫       | 季軍   |
| 2016年 | 俄羅斯羽毛球大獎賽         | 大獎賽     | 男子雙打 | 伊万·索松诺夫       | 冠軍   |
| 2016年 | 俄羅斯羽毛球大獎賽         | 大獎賽     | 混合雙打 | 瓦莱里亚·索罗金娜   | 亞軍   |
| 2017年 | 歐洲羽毛球混合團體錦標賽   | 其他       | 混合團體 | －                  | 亞軍   |
| 2017年 | 德國羽毛球黃金大獎賽       | 黃金大獎賽 | 男子雙打 | 伊万·索松诺夫       | 準決賽 |
| 2017年 | 俄羅斯羽毛球大獎賽         | 大獎賽     | 男子雙打 | 伊万·索松诺夫       | 冠軍   |
| 2017年 | 俄羅斯羽毛球大獎賽         | 大獎賽     | 混合雙打 | 叶卡捷琳娜·博洛托娃 | 準決賽 |
| 2017年 | 日本羽毛球超級賽           | 超級賽     | 男子雙打 | 伊万·索松诺夫       | 準決賽 |
| 2018年 | 歐洲羽毛球錦標賽           | 其他       | 男子雙打 | 伊万·索松诺夫       | 季軍   |
| 2018年 | 俄羅斯羽毛球公開賽         | 超級100賽  | 男子雙打 | 伊万·索松诺夫       | 準決賽 |
| 2018年 | 俄羅斯羽毛球公開賽         | 超級100賽  | 混合雙打 | Kim Min Kyung       | 冠軍   |
| 2018年 | 西德·莫迪羽毛球國際賽      | 超級300賽  | 男子雙打 | 伊万·索松诺夫       | 準決賽 |
| 2019年 | 歐洲羽毛球混合團體錦標賽   | 其他       | 混合團體 | －                  | 季軍   |
| 2019年 | 歐洲運動會羽毛球比賽       | 其他       | 男子雙打 | 伊万·索松诺夫       | 銅牌   |
| 2019年 | 俄羅斯羽毛球公開賽         | 超級100賽  | 男子雙打 | 伊万·索松诺夫       | 準決賽 |
| 2019年 | 荷兰羽毛球公开赛           | 超級100賽  | 男子雙打 | 伊万·索松诺夫       | 冠军   |
| 2019年 | 杜拜羽毛球國際挑戰賽       | 國際挑戰賽 | 男子雙打 | 伊万·索松诺夫       | 準決賽 |
| 2019年 | 意大利羽毛球國際赛         | 國際挑戰賽 | 混合雙打 | 叶卡捷琳娜·博洛托娃 | 冠軍   |
| 2020年 | 歐洲羽毛球男女子團體錦標賽 | 其他       | 男子團體 | －                  | 季軍   |
| 2020年 | 全英羽毛球公開賽           | 超級1000賽 | 男子雙打 | 伊万·索松诺夫       | 準決賽 |
| 2020年 | 丹麥羽毛球公開賽           | 超級750賽  | 男子雙打 | 伊萬·索松諾夫       | 亞軍   |
| 2021年 | 歐洲羽毛球混合團體錦標賽   | 其他       | 混合團體 | －                  | 季軍   |
| 2021年 | 歐洲羽毛球錦標賽           | 其他       | 男子雙打 | 伊萬·索松諾夫       | 冠軍   |

| 2007-2017年 | 首要超級賽 | 超級賽 | 黃金大獎賽 | 大獎賽 | 國際挑戰賽 | 國際系列賽 | 未來系列賽 | 其他 |

| 2018-2026年 | 總決賽 | 超級1000賽 | 超級750賽 | 超級500賽 | 超級300賽 | 超級100賽 | 國際挑戰賽 | 國際系列賽 | 未來系列賽 | 其他 |

### 奧運會和世錦賽參賽紀錄
|          | 搭檔          | 2009 | 2010 | 2011 | 2012       | 2013 | 2014 | 2015 | 2016 | 2017 | 2018 | 2019 | 2020       | 2021 |
| -------- | ------------- | ---- | ---- | ---- | ---------- | ---- | ---- | ---- | ---- | ---- | ---- | ---- | ---------- | ---- |
| 男子單打 | －            | －   | 32強 | 32強 | 小組第二名 | 32強 | 64強 | －   | －   | －   | －   | －   | －         | －   |
|          |               |      |      |      |            |      |      |      |      |      |      |      |            |      |
| 男子雙打 | 伊万·索松诺夫 | 48強 | 48強 | 32強 | 小組第三名 | 32強 | 48強 | 32強 | 8強  | 16強 | 16強 | 32強 | 小組第三名 | 16強 |